# French International 2014
Die French International 2014 fanden vom 27. bis zum 30. März 2014 in Orléans statt. Es war die dritte Austragung dieser internationalen Titelkämpfe von Frankreich im Badminton. Sie sind nicht zu verwechseln mit den French Open, welche auch Internationale Meisterschaften von Frankreich genannt werden.

## Medaillengewinner
| Disziplin    | Gold                            | Silber                                | Bronze                            |
| ------------ | ------------------------------- | ------------------------------------- | --------------------------------- |
| Herreneinzel | Pablo Abián                     | Vladimir Malkov                       | Andre Kurniawan Tedjono           |
| Herreneinzel | Pablo Abián                     | Vladimir Malkov                       | Dmytro Zavadsky                   |
| Dameneinzel  | Beatriz Corrales                | Sashina Vignes Waran                  | Yuka Kusunose                     |
| Dameneinzel  | Beatriz Corrales                | Sashina Vignes Waran                  | Linda Zechiri                     |
| Herrendoppel | Adam Cwalina Przemysław Wacha   | Bastian Kersaudy Gaëtan Mittelheisser | Chow Pak Chuu Mak Hee Chun        |
| Herrendoppel | Adam Cwalina Przemysław Wacha   | Bastian Kersaudy Gaëtan Mittelheisser | Huang Po-jui Lu Ching-yao         |
| Damendoppel  | Imogen Bankier Petya Nedelcheva | Gabriela Stoeva Stefani Stoeva        | Line Damkjær Kruse Marie Røpke    |
| Damendoppel  | Imogen Bankier Petya Nedelcheva | Gabriela Stoeva Stefani Stoeva        | Yuki Anai Yumi Murayama           |
| Mixed        | Robert Blair Imogen Bankier     | Niclas Nøhr Sara Thygesen             | Jorrit de Ruiter Samantha Barning |
| Mixed        | Robert Blair Imogen Bankier     | Niclas Nøhr Sara Thygesen             | Baptiste Carême Anne Tran         |